# FAR Manager
FAR Manager (abreviación de File and ARchive Manager) es un administrador de archivos ortodoxo para sistemas operativos Microsoft Windows y un  clon de Norton Commander.
Far Manager fue escrito originalmente en C++ por Eugene Roshal, creador de WinRar. En 2000 FARGroup se hizo cargo de la programación.